# 대동지지
《대동지지》(大東地志)는 조선 후기에 김정호가 펴낸 지리서이다. 30권 15책으로 이루어져 있으며, 이 가운데 평안도편 일부와 산수고 및 변방편 등은 결본이다. 현재 고려대학교 도서관에 소장되어 있는 《대동지지》는 김정호의 육필본이다. 다만 《대동지지》의 평안도편은 김정호의 친필이 아니며 나중에 누군가 정서하여 첨부하였다.

## 편찬 시기
《대동지지》는 1862년(철종 13년)부터 1866년(고종 3년)까지 편찬하였으리라고 여겨진다.
《대동지지》의 편찬 시기는 종래에 1864년(고종 원년)으로 와전되어 왔다. 《대동지지》 첫 장에 “신라 시조 원년 갑자로부터 본조 철종 14년 계해까지는 무릇 1920년이며 32갑자에 해당한다.”라는 기사와 《대동지지》 권1 경도 국조기년(國朝紀年) 철종에 관한 기사 다음에 실린 “주상 전하 원년 갑자”(主上殿下元年甲子)라는 내용을 근거로 그렇게 판단하였다.
그러나 최근 연구에 따라 1862년(철종 13년)부터 1866년(고종 3년)에 김정호가 죽을 때까지 편찬을 계속하였다는 주장이 제기되었다. 위의 “주상 전하 원년 갑자” 다음 줄에 “중궁 전하는 민 씨이며 본적은 여주이고 부원군 민치록의 딸”이라는 기사가 나와 있는데, 그녀의 왕비 간택은 1866년(고종 3년) 3월 6일에 이루어진 일이다. 이는 《대동지지》가 그때까지는 편찬 중이었음을 뜻한다. 또한 《대동지지》 권5에는 충청도의 도명이 역적 김순성으로 말미암아 공충도로 바뀐 일이 기록되어 있는데, 그때는 1862년(철종 13년)이었고, 이때를 상한으로 본다.

## 편찬 체제
《대동지지》는 《동여도지》를 근간으로 삼고 《여도비지》를 참고로 보완한 지지이다. 《동여도지》에서는 역대 주현 등 역대지가 별책으로 첫머리에 편찬되어 있는데, 《동여도지》에서는 이를 맨 마지막에 〈방여총지〉(方輿總志) 편목으로 배열하고 있다. 세 지지(地誌)의 총목은 전국 주현 지지의 배여리나 명칭 등이 거의 동일하게 되어 있다.
책의 분량은 《동여도지》가 22책, 《여도비지》가 20책인데, 《대동지지》는 15책으로 다소 그 분량이 줄어들었다. 문목을 비교하면 《대동지지》는 《동여도지》의 42개 문목보다 20개 적은 22개 문목인데, 이는 《대동지지》의 문목이 《여도비지》의 문목처럼 포괄적이기 때문에 《동여도지》의 모든 문목이 20개 문목에 포함되어 있고, 지도 작성에 필요하지 않은 몇몇 문목이 생략되어 있을 뿐이다.

### 인용서목
《대동지지》는 김정호가 편찬한 다른 지지와는 달리 인용한 사료명, 곧 인용서목을 밝히고 있다. 인용서목에 따르면 중국사서 22종, 한국사서 43종, 도합 65종의 사료를 참조하였고, 중국과 한국의 사서를 가리지 않고 정사류는 빠지지 않고 인용했다. 인용 순서는 정사, 관찬사료, 사찬사료 순으로 배열하였는데, 이는 김정호가 정사류를 중시하는 역사의식을 지녔으리라 추측케 한다.
인용서목에 나오지 않았으나 인용했으리라 여겨지는 사료도 상당수 있다. 예를 들면 〈청구도〉 범례에서 《기하원본》(幾何原本)의 지도식을 소개한다거나 《여도비지》 관상감조에서 《국조역상고》(國朝曆象考)를 인용하고 있으나, 《대동지지》의 인용서목에서는 빠져 있다. 《대동지지》는 앞선 지지와 지도를 참조하였으므로 그러한 자료도 《대동지지》에서 인용되었으리라 여겨진다.
인용서목에 나온 사료는, 민간에서 구할 수 있는 사료는 최한기의 후원으로, 관찬 사서나 자료는 최성환과 신헌의 도움으로 구할 수 있었다고 여겨진다.

## 같이 보기
- 대동여지도 / 청구도
- 여도비지 / 동여도지